# Шафер, Натали
Натали Шафер (англ. Natalie Schafer; 5 ноября 1900, Ред-Банк, Нью-Джерси — 10 апреля 1991, Беверли-Хиллз, Калифорния) — американская актриса театра, кино и телевидения.

## Биография
Натали Шафер родилась 5 ноября 1900 года (точная дата её рождения стала известна широкой общественности лишь в 1991 году) в городе Ред-Банк, штат Нью-Джерси. Была старшим ребёнком (брат младше на пять лет, сестра — на шесть) в семье Чарльза Эмануэля Шафера (1870 — ?) и Дженни Элизабет Шафер (в девичестве — Тим; 1880 — после 1964).
В 1927 году впервые появилась на бродвейских подмостках, где выступала до 1959 года: впрочем за эти 32 года она приняла участие лишь в семнадцати постановках, чаще играя второстепенных персонажей. Самые заметные театральные работы — «Дама в тёмном» (сезон 1941—1942) и «Романофф и Джульетта» (сезон 1957—1958).
Впервые на широком экране Шафер появилась в 1930 году в короткометражном фильме «Бедная рыба», в 1937 году она должна была сыграть небольшую роль танцовщицы в ленте «Дочь Шанхая», но в итоге эпизод с её участием вырезали, ну а с 1941 года Шафер стала появляться на экранах регулярно. С 1948 года актриса стала много сниматься для телевидения. В 1979 году один-единственный раз выступила как сценарист — один эпизод для сериала «Лодка любви».
Натали Шафер была одной из немногих женщин, выживших после установления диагноза: рак молочной железы. Тем не менее скончалась она именно от рака (правда, печени) много лет спустя после диагноза и успешного лечения (удаления обеих молочных желез). Согласно завещанию, её прах был кремирован и развеян над Тихим океаном у побережья Калифорнии. Шафер завещала три миллиона долларов своему пуделю, что вызвало несколько судебных тяжб со стороны её племянников и племянниц (близких родственников у актрисы не было).
Также Шафер много жертвовала Американскому обществу борьбы с раком и больнице The Motion Picture and Television Hospital, за что в 1994 году один из её новых корпусов получил имя «Крыло Натали Шафер».

### Личная жизнь и возраст
C 1933 по 1942 год была замужем за известным актёром Луи Кэлхерном, развод, детей нет. В 1940-х и 1950-х годах многократно была замечена в отношениях с драматургом, режиссёром, продюсером и критиком Джорджем Кауфманом.
Лишь за две недели до смерти Шафер выяснилось, что она на двенадцать лет старше, чем все предполагали: годом её рождения оказался 1900, а не 1912, причём об этом не знал даже её муж, Луи Кэлхерн.

## Избранная фильмография

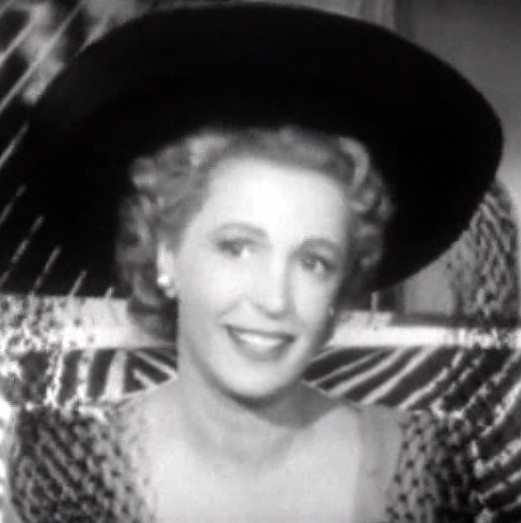
В фильме «Обесчещенная леди»

За 49 лет своей кино-карьеры Натали Шафер появилась в 94 фильмах и сериалах.

### Широкий экран
- 1942 — Снова вместе в Париже[англ.] / Reunion in France — фрау Эми Шрёдер (в титрах не указана)
- 1945 — Держите свой порох сухим[англ.] / Keep Your Powder Dry — Гарриет Корвин
- 1945 — Молли и я[англ.] / Molly and Me — Китти Гуд-Барроус
- 1945 — Чудо-человек[англ.] / Wonder Man — миссис Хьюм
- 1947 — Обесчещенная леди / Dishonored Lady — Этель Ройс
- 1947 — Повторное исполнение / Repeat Performance — Элоиза Шоу
- 1948 — Тайна за дверью / Secret Beyond the Door — Эдит Поттер
- 1948 — Время твоей жизни[англ.] / The Time of Your Life — леди из общества (посетительница бара)
- 1948 — Змеиная яма / The Snake Pit — миссис Стюарт
- 1949 — Пленница / Caught — Дороти Дейл
- 1951 — Платёж по требованию[англ.] / Payment on Demand — миссис Эдна Блантон
- 1951 — Позаботьтесь о моей малышке[англ.] / Take Care of My Little Girl — Куки Кларк
- 1951 — Кэллэуэй пошёл не туда[англ.] / Callaway Went Thataway — Марта Лоррисон
- 1954 — Большая ночь Казановы[англ.] / Casanova’s Big Night — синьора Форесси
- 1955 — Женщина на пляже / Female on the Beach — Куини Соренсон
- 1956 — Навсегда, дорогой[англ.] / Forever, Darling — Милли Опдайк
- 1956 — Анастасия / Anastasia — Ирина Лиссемская
- 1957 — Ах, мужчины! Ах, женщины! / Oh, Men! Oh, Women! — миссис Дэй
- 1961 — Переулок[англ.] / Back Street — миссис Эванс
- 1961 — Сьюзен Слейд[англ.] / Susan Slade — Марион Корбетт
- 1973 — 40 каратов[англ.] / 40 Carats — миссис Адамс
- 1975 — День саранчи[англ.] / The Day of the Locust — Одри Дженнингс

### Телевидение
Натали Шафер снималась для множества телесериалов и телефильмов с 1948 по 1990 год, но во всех сериалах играла гостевые роли в одном-двух эпизодах. Единственным исключением является её главная роль в сериале «Остров Гиллигана» и нескольких его спин-оффах.
- 1964—1967 — Остров Гиллигана / Gilligan’s Island — миссис Юнайс Лавелл Уэнтворт Хоуэлл[англ.], жена миллионера (в 99 эпизодах)
- 1978 — Побег с острова Гиллигана[англ.] / Rescue from Gilligan’s Island — миссис Юнайс Лавелл Уэнтворт Хоуэлл
- 1979 — Потерпевшие кораблекрушение на острове Гиллигана[англ.] / The Castaways on Gilligan’s Island — миссис Юнайс Лавелл Уэнтворт Хоуэлл